# Laudrefang
Laudrefang (deutsch Lauterfangen, lothringisch Lodderfang) ist eine französische Gemeinde mit 339 Einwohnern (Stand 1. Januar 2022) im Département Moselle in der Region Grand Est (bis 2015 Lothringen).

## Geographie
Die Gemeinde Laudrefang liegt in Lothringen südlich des Warndt, etwa 32 Kilometer östlich von Metz, 18  Kilometer südsüdöstlich von Boulay-Moselle (Bolchen), fünf Kilometer nördlich von Faulquemont (Falkenberg) und sechs Kilometer südwestlich von Saint-Avold (Sankt Avold).

## Geschichte
Der Ort wurde 1121 erstmals als Laudelinge erwähnt.  Die Ortschaft gehörte früher zum Herzogtum Lothringen im Heiligen Römischen Reich. 1766 wurde der Ort zusammen mit dem Herzogtum Bar von Frankreich annektiert. 1810–1837 war er in den Nachbarort Tritteling eingemeindet.
Nach dem  Frieden von Frankfurt vom 10. Mai 1871 kam Lauterfangen zusammen mit neunzehn weiteren Orten von Französisch-Lothringen durch Gebietsaustausch an Deutschland, wo es dem Kreis Bolchen im Bezirk Lothringen des Reichslandes Elsaß-Lothringen zugeordnet wurde. Die Dorfbewohner 
betrieben Getreidebau und Viehzucht.
Nach dem Ersten Weltkrieg musste die Region aufgrund der Bestimmungen des Versailler Vertrags 1919 an Frankreich abgetreten werden. Im Zweiten Weltkrieg war die Region von der deutschen Wehrmacht besetzt, und der Ort stand bis 1944 unter deutscher Verwaltung.

### Bevölkerungsentwicklung
| Jahr      | 1962 | 1968 | 1975 | 1982 | 1990 | 1999 | 2007 | 2019 |
| Einwohner | 279  | 276  | 260  | 280  | 388  | 387  | 376  | 345  |

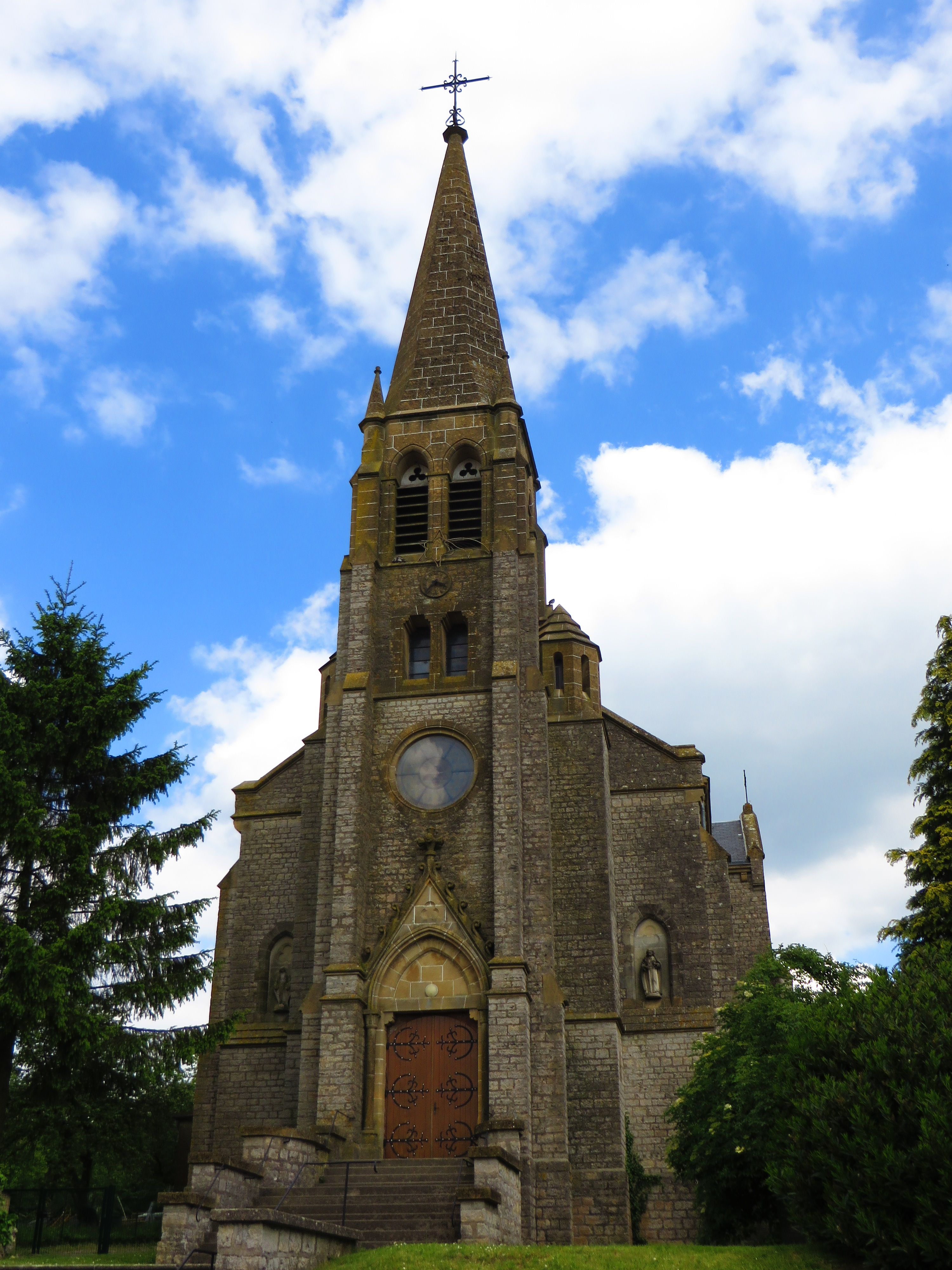
Kirche Mariä Geburt
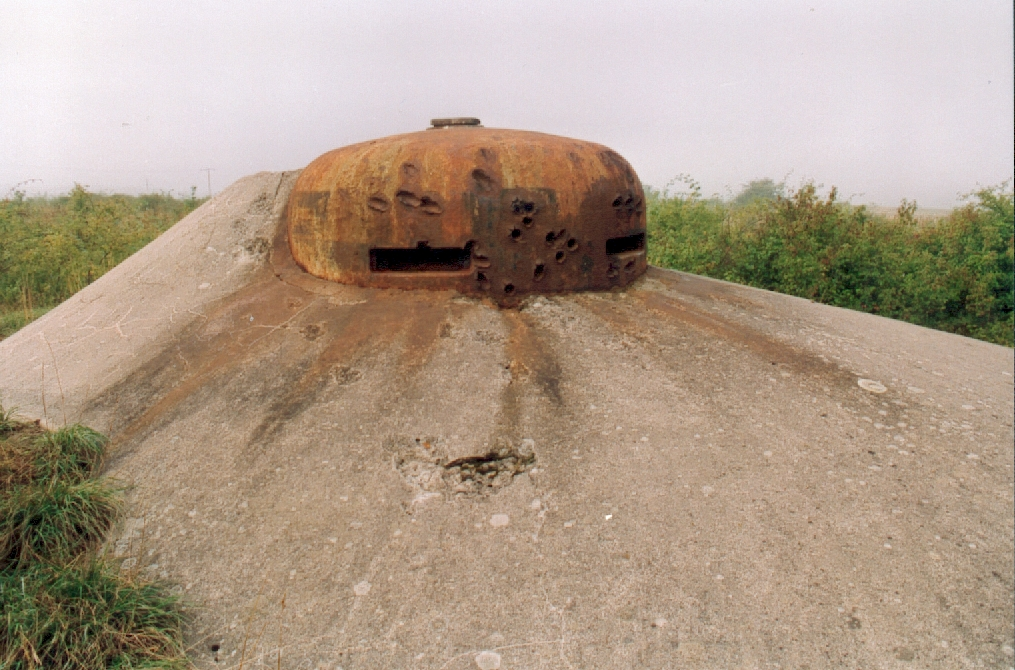
VDP-Glocke an der Maginot-Linie
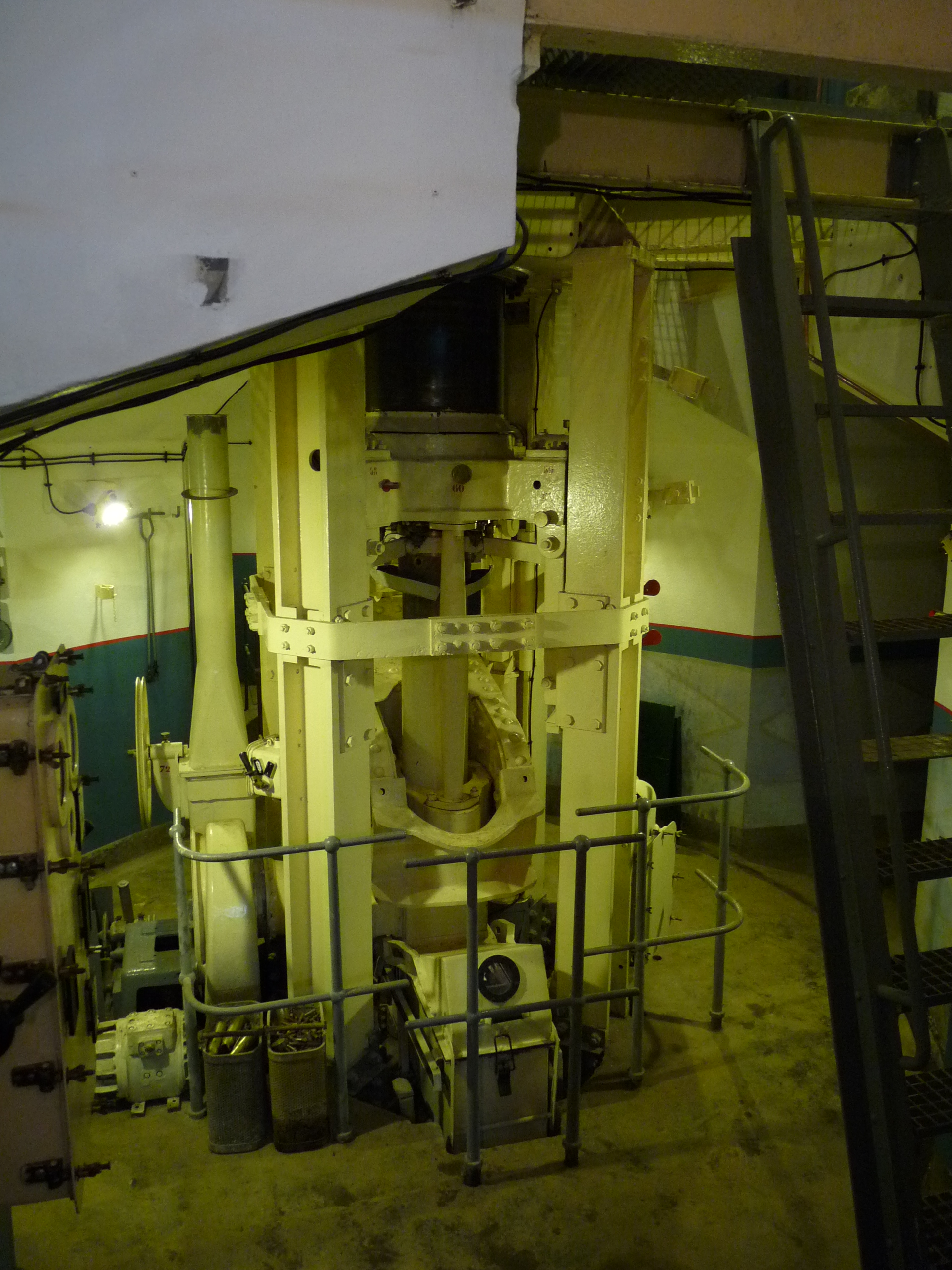
Maschinengewehrstellung an der Maginot-Linie